# TSV Vestenbergsgreuth
Der TSV Vestenbergsgreuth (vollständig: Turn- und Sportverein Vestenbergsgreuth e. V.) ist der örtliche Sportverein des mittelfränkischen Marktes Vestenbergsgreuth. Er wurde 1974 gegründet und bietet Sportmöglichkeiten in den Sparten Fußball, Tennis und Turnen an. Die Farben des Vereins sind rot-weiß.
Besondere Bekanntheit erlangte der Club im Jahr 1994. In der ersten Runde des DFB-Pokals besiegte die 1. Fußballmannschaft des fränkischen Vereins den damals amtierenden deutschen Fußballmeister FC Bayern München mit 1:0.

## Geschichte
Damit die Fußballspieler aus dem Dorf nicht mehr bei Vereinen der benachbarten Dörfer spielen mussten, beschlossen 80 Vestenbergsgreuther Bürger am 1. Februar 1974 im Gasthaus Fürstenhöfer die Gründung des TSV Vestenbergsgreuth.
Die Geschichte des Vereins ist eng mit einem im Ort angesiedelten Teehersteller verknüpft, der von der Gründung an den Verein finanziell und personell unterstützte. Unter der Führung von Helmut Hack entwickelte sich der Verein zu einem der erfolgreichsten Amateurvereine Bayerns.
Zur dauerhaften Sicherung hochklassigen Fußballs in der Region Fürth trat Helmut Hack 1995 mit der Idee an Edgar Burkart heran (damals Präsident der SpVgg Fürth), die Kräfte beider Vereine zu bündeln. Am 24. Oktober 1995 stimmte die Mitgliederversammlung der SpVgg Fürth dem Beitritt der Fußballabteilung des TSV zur SpVgg Fürth zu. Um an die Vestenbergsgreuther Wurzeln zu erinnern, wurde der Verein in SpVgg Greuther Fürth umbenannt.
In Vestenbergsgreuth betrieb der TSV weiterhin Jugendfußball. 2007 schließlich wurde beschlossen, eine neue erste Mannschaft des TSV Vestenbergsgreuth zu stellen.

## Sportliche Erfolge
Der TSV Vestenbergsgreuth war bis zum Zusammenschluss mit der SpVgg Fürth einer der erfolgreichsten Amateurvereine Bayerns. Sechs Jahre nach seiner Gründung hatte sich der Verein von der untersten Spielklasse bis in die damals viertklassige Landesliga Bayern Mitte hochgearbeitet. 1987 stieg der Verein in die Bayernliga, damals die höchste Amateurliga, auf. Bei Gründung der Regionalliga Süd 1994 qualifizierte man sich als einer von sechs Vereinen aus Bayern für die neue Spielklasse.
Als Vizemeister der Bayernliga qualifizierte sich der TSV Vestenbergsgreuth 1988 und 1992 für die Spiele um die Deutsche Amateurmeisterschaft. Bei der ersten Teilnahme scheiterte man erst im Halbfinale am VfB Oldenburg. Bei der zweiten Teilnahme schied man nach einer Niederlage gegen die SpVgg Bad Homburg in der Gruppenphase aus.
In der Saison 1987/88 trat der Verein erstmals in der Hauptrunde um den DFB-Pokal an. Nach einer 0:4-Niederlage gegen den Zweitligisten SV Darmstadt 98 schied die Mannschaft bereits in der ersten Runde aus dem Pokalwettbewerb aus.
Die größte sportliche Sensation schaffte der Verein im DFB-Pokal, als ihm 1994 zum zweiten Mal die Qualifikation für die Pokalhauptrunde gelang. Am 14. August 1994 traf Vestenbergsgreuth in der ersten Runde der Pokal-Saison auf den damals amtierenden Deutschen Meister FC Bayern München. Das Spiel hatte man vorsorglich in das Frankenstadion in Nürnberg verlegt. Durch ein Tor von Roland Stein in der 43. Minute siegte überraschend der TSV Vestenbergsgreuth mit 1:0. Die zweite Pokalrunde überstand der Verein durch ein 5:1 gegen den FC 08 Homburg und scheiterte schließlich im Achtelfinale mit 4:5 nach Elfmeterschießen am damaligen Zweitligisten und späteren Finalisten VfL Wolfsburg.

## Trainer der Fußballabteilung TSV Vestenbergsgreuth
Eine chronologische Übersicht über alle Trainer des Vereins seit Gründung.
| Amtszeit        | Trainer                       |
| --------------- | ----------------------------- |
| .001974–.001975 | Norbert Klaus                 |
| .001974–.001975 | Alfons Scharold               |
| .001975         | Hans Klever                   |
| .001976         | Herbert Graf                  |
| 08.1976–06.1983 | Heiner Vitzethum              |
| 07.1983–02.1991 | Heinz Keck                    |
| 02.1991–05.1991 | Rudi Sturz                    |
| 05.1991–07.1991 | Bertram Beierlorzer (Interim) |

| Amtszeit        | Trainer         |
| --------------- | --------------- |
| 07.1991–04.1993 | Paul Hesselbach |
| 04.1993–06.1993 | Reiner Geyer    |
| 07.1993–04.1994 | Hubert Müller   |
| 04.1994–06.1996 | Paul Hesselbach |
| 06.2007–06.2008 | Erich Lottes    |
| 06.2008–08.2009 | Ralf Sträßer    |
| Seit 09.2009    | Dieter Stettner |

## Präsidenten des TSV Vestenbergsgreuth
- Gerhard Kilian (1974–1984)
- Helmut Hack (1984–1997)
- Helmut Lottes (1997–2010)
- Robert Hermann (seit 26. Oktober 2010)
- Andreas Freymann (seit Oktober 2021)